# Itingen
Itingen es una comuna suiza del cantón de Basilea-Campiña, situada en el distrito de Sissach. Limita al norte y este con la comuna de Sissach, al sur con Zunzgen, al oeste con Ramlinsburg y Lausen.